# Laura Rendina
Laura Rendina (Roma, 6 febbraio 1983) è una multiplista italiana.

## Biografia
Dopo aver provato a praticare il nuoto, la ginnastica e la danza, ha iniziato con l'atletica.
È cresciuta "atleticamente parlando" tra l'hinterland romano e la capitale, con una parentesi trentina: inizia nell'Atletica Pomezia, dove resta fino al 1998, l'anno dopo gareggia per il Centro sportivo Agip Petroli;
nel 2000 passa alla Cises Frascati Atletica; il 2001 si trasferisce alla Sai Assicura Progetto Atletica che nel 2003 diventa Fondiaria SAI Atletica dove resta sino al 2009;
dal 2010 al 2012 milita nel Gruppo sportivo Valsugana Trentino. Dal 2013 è tesserata con la Società sportiva Lazio Atletica Leggera.
Durante il biennio da allieva 1999-2000, ha vinto un bronzo ed oro nell'esathlon ai campionati italiani di categoria.
Finalista agli assoluti indoor di prove multiple sia nel 2001 (23º posto nel pentathlon) che nel 2002 (medaglia di bronzo e titolo di campionessa juniores nel pentathlon al coperto).
Medaglia di bronzo promesse e quarta assoluta nell'eptathlon ai campionati italiani di prove multiple del 2003.
Nona classificata agli assoluti nel 2004 sia nel pentathlon indoor (quarta tra le promesse) che nell'eptathlon.
Nel 2005 ha vinto la medaglia di bronzo promesse ai campionati italiani pentathlon indoor (quinta assoluta) ed è giunta 14ª nell'eptathlon agli assoluti.
Medaglia di bronzo vinta nell'eptathlon agli assoluti di Padova nel 2007.
È stata finalista ai nazionali assoluti di prove multiple nel 2008: quinta nel pentathlon indoor e quarta nell'eptathlon all'aperto.
Due medaglie di bronzo vinte nel 2009 ai campionati italiani assoluti di specialità: pentathlon indoor ed eptathlon all'aperto.
Nel 2010 ha esordito con la maglia della Nazionale assoluta nella First League della Coppa Europa di prove multiple: 11º posto ad Hengelo nei Paesi Bassi.
È stata vicecampionessa italiana assoluta indoor nel pentathlon; invece è stata assente agli assoluti di prove multiple.
Nel 2011 non ha terminato il pentathlon agli assoluti indoor di specialità e non è stata presente agli assoluti di prove multiple.
È stata assente ad entrambi i campionati italiani assoluti di prove multiple, indoor ed outdoor del 2012.
Nel 2013 ha vinto il suo primo titolo italiano assoluto agli indoor di specialità svoltisi ad Ancona; assente invece agli assoluti di prove multiple.
Ha gareggiato nella Super League della Coppa Europa di prove multiple: in Estonia a Tallinn ha concluso in 30ª posizione: è stata squalificata sui 100 m hs; non ha portato a termine entrambe le prove di corsa sui 200 m e gli 800 m; non ha eseguito nemmeno un salto regolare nel lungo; ha conquistato punti soltanto nel salto in alto, nel getto del peso e nel lancio del giavellotto.
Non è stata presente ai campionati italiani assoluti di prove multiple indoor del 2014; a Rovereto negli assoluti di prove multiple è giunta sesta nell'eptathlon.
È stata assente a tutti i campionati italiani assoluti di prove multiple, sia indoor che outdoor del biennio 2015-2016.
Con un primato personale nel pentathlon indoor di 4121 punti, stabilito in occasione del titolo italiano assoluto al coperto vinto il 27 gennaio del 2013 ad Ancona, è la decima migliore multiplista italiana di sempre al coperto nel pentathlon.

## Progressione

### Eptathlon
| Stagione | Punteggio | Luogo    | Data      | Rank. Mond. |
| -------- | --------- | -------- | --------- | ----------- |
| 2014     | 5051 p.   | Rovereto | 19-7-2014 | -           |
| 2013     | 1882 p.   | Tallinn  | 30-6-2013 | -           |
| 2012     | 5266 p.   | Latina   | 28-4-2012 | -           |
| 2010     | 5454 p.   | Hengelo  | 27-6-2010 | -           |
| 2009     | 5362 p.   | Milano   | 1-8-2009  | -           |
| 2008     | 5426 p.   | Cagliari | 19-7-2008 | -           |
| 2007     | 5105 p.   | Scafati  | 15-9-2007 | -           |
| 2005     | 5018 p.   | Formia   | 19-6-2005 | -           |

### Pentathlon indoor
| Stagione | Punteggio | Luogo  | Data      | Rank. Mond. |
| -------- | --------- | ------ | --------- | ----------- |
| 2013     | 4121 p.   | Ancona | 27-1-2013 | -           |
| 2010     | 4045 p.   | Ancona | 31-1-2010 | -           |
| 2009     | 3875 p.   | Ancona | 1-2-2009  | -           |
| 2008     | 3732 p.   | Ancona | 27-1-2008 | -           |
| 2005     | 3588 p.   | Ancona | 13-2-2005 | -           |

## Campionati nazionali
- 1 volta campionessa assoluta indoor nel pentathlon (2013)
- 1 volta campionessa juniores indoor nel pentathlon (2002)
- 1 volta campionessa allieve nell'esathlon (2000)

1999
- Bronzo ai Campionati italiani allievi e allieve di prove multiple, (Bressanone), Esathlon - 4255 punti[12]

2000
- Oro ai Campionati italiani allievi e allieve di prove multiple, (Santa Marinella), Esathlon - 4532 punti[12]

2001
- 23ª ai Campionati italiani assoluti di prove multiple indoor, (Genova), Pentathlon - 2347 punti[12]

2002
- Bronzo ai Campionati italiani assoluti di prove multiple indoor, (Genova), Pentathlon - 3619 punti (assolute)[12]
- Oro ai Campionati italiani assoluti di prove multiple indoor, (Genova), Pentathlon - 3619 punti (juniores)[13]

2003
- 4a ai Campionati italiani juniores e promesse di prove multiple, (Campi Bisenzio), Eptathlon - 4503 punti (assolute)[14]
- Bronzo ai Campionati italiani juniores e promesse di prove multiple, (Campi Bisenzio), Eptathlon - 4503 punti (promesse)[12]

2004
- 9ª ai Campionati italiani assoluti di prove multiple indoor, (Napoli), Pentathlon - 3384 punti (assolute)[12]
- 4ª ai Campionati italiani assoluti di prove multiple indoor, (Napoli), Pentathlon - 3384 punti (promesse)[15]
- 9ª ai Campionati italiani assoluti di prove multiple, (Desenzano del Garda), Eptathlon - 4629 punti (assolute)[12]

2005
- 5ª ai Campionati italiani assoluti di prove multiple indoor, (Ancona), Pentathlon - 3588 punti (assolute)[16]
- Bronzo ai Campionati italiani assoluti di prove multiple indoor, (Ancona), Pentathlon - 3588 punti (promesse)[12]
- 14ª ai Campionati italiani assoluti di prove multiple, (Forlì), Eptathlon - 4616 punti[12]

2007
- Bronzo ai Campionati italiani assoluti di prove multiple, (Padova), Eptathlon - 5079 punti[17]

2008
- 5ª ai Campionati italiani assoluti di prove multiple indoor, (Ancona), Pentathlon - 3732 punti[12]
- 4ª ai Campionati italiani assoluti di prove multiple, (Cagliari), Eptathlon - 5426 punti[18]

2009
- Bronzo ai Campionati italiani assoluti di prove multiple indoor, (Ancona), Pentathlon - 3875 punti[19]
- Bronzo ai Campionati italiani assoluti di prove multiple, (Milano), Eptathlon - 5362 punti[20]

2010
- Argento ai Campionati italiani assoluti di prove multiple indoor, (Ancona), Pentathlon - 4045 punti[21]

2011
- In finale ai Campionati italiani assoluti di prove multiple indoor, (Ancona), Pentathlon - dnf[22]

2013
- Oro ai Campionati italiani assoluti di prove multiple indoor, (Ancona), Pentathlon - 4121 punti[23]

2014
- 6ª ai Campionati italiani assoluti di prove multiple, (Rovereto), Eptathlon - 5051 punti[24]

## Altre competizioni internazionali
2010
- 11ª nella First League della Coppa Europa di prove multiple, ( Hengelo), Eptathlon - 5454 punti[25]

2013
- 30ª nella Super League della Coppa Europa di prove multiple, ( Tallinn), Eptathlon - 1882 punti[26]